# Chiloglanis reticulatus
Chiloglanis reticulatus är en fiskart som beskrevs av Roberts, 1989. Chiloglanis reticulatus ingår i släktet Chiloglanis och familjen Mochokidae. IUCN kategoriserar arten globalt som otillräckligt studerad. Inga underarter finns listade i Catalogue of Life.